# Inducció gramatical
En processament de llenguatge natural, la inducció gramatical (o inferència gramatical) és la tasca informàtica d'obtenir l'estructura sintàctica en un entorn on s'amaga aquesta estructura. És a dir, donada una locució, permet distingir-ne el substantiu i el predicat, i dins d'aquest el complement directe, l'indirecte, etc. Aquest procés utilitza aprenentatge automàtic per obtenir una gramàtica formal que permet generar una col·lecció de normes o, alternativament, un autòmat finit, el qual servirà de model per analitzar qualsevol frase. Més generalment, la inferència gramatical és aquella branca de l'aprenentatge automàtic on l'espai de la instància consta d'objectes combinatoris discrets com ara cadenes, arbres i grafs.

## Aplicacions
El principi d'inducció gramàtica s'ha aplicat en altres aspectes del processament de llenguatge natural, com ara l'anàlisi semàntica, la comprensió del llenguatge natural o la traducció automàtica. També s'ha utilitzat en algorismes de compressió sense pèrdua, en mètodes d'inferència estadística i en alguns models probabilístics de psicologia del llenguatge.